# キングソフト
キングソフト株式会社は、中国の金山軟件有限公司（Kingsoft Corporation）の日本法人である。

## 概要
金山軟件と香港のベンチャーキャピタルによる合弁会社（ジョイントベンチャー）として、2005年に日本で設立された。
プレイステーション用ソフト『『メビウスリンク』などのプロデューサーとして知られていたマグノリア創業者の広沢一郎が初代社長を務めたが、実質的な社長はアクセスポート（後のJWord）創業者の翁永飙である。翁は2004年にJWordをGMOに売却し、当時はキーパーソン条項によるロックアップによりGMOに在籍していたため、別に社長を立てたとのこと。なお、翁と広沢はともに伊藤忠商事の宇宙情報マルチメディアカンパニーコンテンツ事業部の出身である。2008年より広沢に代わり、翁永飆と、翁とJWordを共同で創業した沈海寅が代表取締役についた。
設立当初の主力製品はMicrosoft Office互換スイートの「WPS Office」であった。創業以来、10年間にわたり30％超の成長率をたたきだし、日本に進出した中国企業として唯一といえる成功例となった。
ビジネスチャット・社内SNS「WowTalk」、AIサービスロボット「Lanky Porter」、オフィスソフト「WPS Office 2」および「WPS Cloud Pro」、総合セキュリティ対策ソフト「キングソフトセキュリティ Pro」など、法人および個人向けのSaaS・AIサービスを幅広く提供している。そのほか、広告ブロックアプリ「アドクリーナー」や、スマートフォン向けセキュリティアプリ「KINGSOFT Mobile Security Plus」など、多角的なサービス展開を行っている。2025年には、クラウドとAIを統合したセキュリティ＆ユーティリティツール「キングソフトセキュリティ Care+」をリリースし、PCおよびスマートフォン環境における包括的なデジタル体験支援サービスの提供を開始した。

## 沿革
- 2005年
  - 中国の「金山軟件（Kingsoft Corporation Limited）」とのジョイントベンチャーとしてキングソフト株式会社設立
  - 日本市場に参入。「KINGSOFT Internet Security 2006」提供開始[6]
- 2006年
  - 2月に「KINGSOFT Internet Security 2007」の提供開始。同時に無期限版の提供も開始。同年9月には100万本を達成
- 2007年
  - 第三者割当増資を実施
  - 「KINGSOFT Office 2007」正式版公開[7]。ダウンロード数30万を突破。
  - 完全無料の「KINGSOFT Internet Security Free」を発表[8]。ダウンロード数20万を突破
- 2008年
  - 本社を渋谷区道玄坂から港区浜松町に移転
  - 「KINGSOFT Office」がダウンロード数50万を突破
- 2009年
  - 「KINGSOFT Internet Security U Service Pack1」提供開始
  - Googleと共同開発したオンライン翻訳機能搭載辞書ソフトGoogle-KINGSOFT Ciba 日本語版「キングソフト辞書」をリリース[9]
  - 「KINGSOFT Office」がダウンロード数80万を突破
  - ネットブックに特化した特別仕様版「KINGSOFT Internet Security U Service Pack 1 quick」提供開始[10]
  - ブラウザ上で使用できる辞書サイト「キングソフト辞書Web」公開
  - 「KINGSOFT Internet Security U」がダウンロード数300万を突破
- 2010年
  - 本社を港区浜松町から港区赤坂に移転
  - 「KINGSOFT Internet Security 2011」提供開始
- 2011年
  - オンラインストレージサービス「KDrive」、Android向けアプリ「KINGSOFT Office for Android」提供開始[11]
- 2012年
  - 節電アプリ「KINGSOFT 節電マスター」[12]、データ復元アプリ「KINGSOFT Data Recovery」提供開始[13]。auスマートフォン向けサービス「auスマートパス」に採用
- 2013年
  - スマートフォンアプリ「KINGSOFT 履歴削除マスター」[14]、「KINGSOFT 写真共有マスター」[15]、「KINGSOFTファイル管理マスター」[16]、提供開始
  - 「KINGSOFT Office 2013 Standard」[17]、オフィスソフト学習用Androidアプリ「オフィスソフトマスター」提供開始[18]
  - Android向けアプリ「KINGSOFT 加速マスター」提供開始[19]
  - 株式会社NTTドコモ「ビジネスプラス」に「KDrive for Business」「KINGSOFT Office for Android」提供開始[20]
  - 無料RSSリーダーアプリ「Feetr(フィーター）」提供開始[21]　
  - タスクキラーアプリ「Clean Master」、写真コラージュ用アプリ「Photo Grid HD」、高機能バッテリー節約アプリ「Battery Doctor」の日本語版提供開始（Android向け）
  - 第11回日本テクノロジーFast50」で30位獲得[22]。3期連続での受賞
  - 高機能バッテリー節約アプリ「Battery Saver」提供開始（iOS）
  - ドイツAvira社のスキャンエンジンを搭載した「KINGSOFT Internet Security 2014」提供開始[23]
- 2014年
  - BIJIN&Co.株式会社と協業で無料セキュリティソフト「bijin-security」を提供開始[24]法人向けストレージサービス「KDrive for Business」を大幅リニューアルし「KDrive Biz」提供開始[25]
  - オフィスアプリ「KINGSOFT Office for iOS」無料提供開始（iOS専用）[26]
  - 「KINGSOFT Office」が1種類のシリアルでPC、Android、iOSの全ての端末で使用できる「マルチライセンス」に対応[27]
  - 「KINGSOFT Internet Security 2014」にフィッシング対策機能を搭載。無料セキュリティソフトでは初めて、フィッシング対策協議会と提携[28]
  - 設立3年未満の新興ベンチャー企業にキングソフトが展開する総合オフィスソリューションを無料で提供する「Blast！-スタートアップビジネスパック」を提供開始
  - 「KINGSOFT Office」が「第22回 Vector プロレジ大賞」（主催：株式会社ベクター）で「ビジネス部門賞」受賞[29]
  - Android向け軽量モバイルブラウザアプリ「CM Browser」提供開始[30]
  - INTSIG Information Corporationと事業提携。全世界で1億以上のユーザー数を持つ名刺認識・管理アプリ「CAMCARD」のビジネス向けソリューション「CAMCARD BUSINESS」を日本先行リリース[31]
  - auスマートパスに名刺管理アプリ「CAMCARD」提供開始[32]
  - 社内コミュニケーションアプリ「WowTalk」フルリニューアル
  - 「CAMCARD BUSINESS」のソフトバンクテレコム株式会社との連携販売開始[33]
  - 「CAMCARD」がauスマートパス「ベストアプリ2014」の「ビジネスアプリ部門」に選出[34]
- 2015年
  - 600の猫がセキュリティ状況を知らせる「猫セキュリティ」無料提供開始[35]
  - 設立10周年
  - 資本関係のある「Cheetah Mobile Inc.」が展開するグローバル広告プラットフォーム「Cheetah Ad Platform」を日本市場向けに提供開始。モバイル広告事業に本格参入[36]
- 2016年
  - ライブ配信アプリ「Live.me」日本市場での展開開始[37]
  - オフィスソフト「KINGSOFT Office」が日本市場での展開から10周年を迎える。
  - オフィスソフトの名称を「KINGSOFT Office」から「WPS Office」へ変更およびリブランディング。
- 2017年
  - ダイエット動画アプリ「FYSTA（フィスタ）」の提供を開始
  - セキュリティソフト「KINGSOFT Internet Security 2017」リリース
- 2018年
  - 芸能プロダクション「KSプロダクション」設立
  - インフルエンサープラットフォーム「MatchNow（マッチナウ）」の提供を開始
  - ゲームアプリ「ピアノタイル2」の正式な日本版「ピアノタイルステージ」の提供を開始
  - オフィスアプリ「WPS Office for Mobile」リリース
- 2019年
  - 総合広告プラットフォーム「KingAds」の提供を開始
  - 10月 - セキュリティソフト「KINGSOFT Internet Security 20」リリース
  - 10月 - 総合オフィスソフト「WPS Office for Mac」リリース
  - 11月 - 法人向け総合オフィスソフト「WPS Office for Mac Pro」リリース
- 2020年
  - 6月 - オフィスソフト「WPS Office 2」リリース
  - 7月 - 法人向けオフィスソフト「WPS Office 2 Professional」リリース
  - 10月 - 日本次世代企業普及機構による「ホワイト企業認定」を取得
- 2021年
  - 1月 - パスワード一括管理アプリ「KINGSOFT Password Manager」リリース
  - 8月 - 運搬・配膳ロボット「Lanky Porter」を提供開始
  - 9月 - PDF編集ソフト「KINGDOFT PDF Pro」リリース
  - 9月 - クラウド型オフィスアプリ「WPS Cloud」リリース
  - 12月 - 広告ブロックアプリ「AD Cleaner」リリース
  - 12月 - 法人向けクラウド型オフィスアプリ「WPS Cloud Pro」リリース
- 2022年
  - 3月 - 健康保険組合連合会東京連合会による健康優良企業「銀の認定」を取得
  - 10月 - セキュリティソフト「キングソフト セキュリティPro」リリース
  - 12月 - 東京都港区芝に本社移転
- 2023年
  - 3月 - AIロボット「Lanky Porter」を、焼肉チェーン「安楽亭」に導入
  - 5月 - AIロボット「Lanky Porter」を和食チェーン「和食さと」に導入
  - 7月 - AIロボット「Lanky Porter」をうどんチェーン「得得」に導入
  - 9月 - 完全子会社ワウテック株式会社と合併
- 2024年
  - 4月 - 生成AIチャットサービス「WowTalk AI」の提供を開始
  - 6月 - AIロボット「Lanky Porter」を熱海後楽園ホテルに導入
  - 8月 - 「アドクリーナーPlus」をキングソフトAPPストアで販売開始
- 2025年
  - 1月 - 「WowTalk」に優先確認通知機能を追加、「アドクリーナーPlus」PCブラウザ版をリリース
  - 3月 - 会社設立20周年を迎える、クラウドバックアップアプリ「Noccos（ノッコス）」をリリース
  - 4月 - 馮達が代表取締役会長兼社長に、石黒豊が取締役副社長に就任
  - 5月 - クラウド＋AI統合型セキュリティ＆ユーティリティツール「キングソフトセキュリティ Care+」をリリース

## 提供製品/サービス

### PCソフト
WPS Office
中国の金山軟件で展開されているWPS Officeをキングソフトが日本版にローカライズし、サービスが展開されており、模倣した「Microsoft Office」との互換性に優れたオフィスソフトとして一定のシェアを獲得している。2016年11月までは「Kingsoft Office」として展開されていた。「WPS Writer」（ワープロソフト。Microsoft Word相当）、「WPS  SpreadSheets」（表計算ソフト。Microsoft Excel相当）、「WPS  Presentation」（スライドプレゼンテーション用ソフト。Microsoft PowerPoint相当）の3つのソフトから構成されている。また「KINGSOFT Office 2013」以降、現在の「WPS  Office」も1ライセンスでPC、Android、iOSと全ての端末で使えるマルチライセンスも提供している。
Kingsoft Internet Security
日本向けに展開されているアンチウイルスソフト。無料版（広告表示あり）と広告なし有料版が提供されている。クラウドベースのスキャン技術により軽快な動作を実現し、使いやすいUIはPC初心者にも評価されている。 なお、現行の最新版は「キングソフトセキュリティPro」であり、動作の軽さや操作性が高く評価されており、スマートフォン版にも対応している。
WPS Cloud
WPS Cloud（ダブルピーエスクラウド）は、オフィスソフト「WPS Office」を進化させたクラウドサービス。文書作成（ワープロ）、表計算（スプレッドシート）、スライド作成（プレゼンテーション）、PDFを作成、編集できるクラウド型オフィスソフトとオンラインストレージ（クラウドストレージ）が備わっている。2021年9月に個人版、2021年12月に法人版「WPS Cloud Pro」がリリースされた。
オフィスソフト（WPS Writer、WPS Spreadsheets、WPS Presentation、WPS PDF）は、インターネットに接続できる環境でウェブブラウザ、PCデスクトップアプリ、モバイルアプリで操作できる。オンラインストレージにアップロードしたファイルは発行URLを送って共有したり、共同編集できる。ファイルを自動保存、バージョンが戻せる編集履歴機能が付いている。ストレージ容量は、個人版の無料プランは1GB、有料プランは20GB、法人版は100GB×契約ユーザー数となっている。
2022年4月よりテレビCMが放映された。
WPS Cloud「働き方を自由にする」篇

### スマートフォンアプリ
Kingsoft Mobile Security
アンチウイルス、盗難対策、クリーナー機能を搭載したセキュリティソフト（Android専用）。
WPS Office for Android
Android端末上でオフィス文書の閲覧、編集、新規作成が可能なアプリ。
WPS Office for iOS
iOS端末上でオフィス文書の閲覧、編集、新規作成が可能なアプリ。
FYSTA
ストレッチ・ヨガ・筋トレなど、プロ監修のフィットネスプログラムをスマホの大画面でレクチャー。体重管理やランニング機能といったダイエットに必要な機能を備えたフィットネスアプリ。

#### アドクリーナー
スマートフォン向けの広告ブロックアプリである。主にWebブラウザやアプリ内の広告を非表示にすることで、閲覧体験の向上や通信データの削減を目的としている。一部のブラウザやSNSアプリ、動画アプリへの対応を特色とし、端末のパフォーマンス改善やバッテリー消費抑制への効果も謳われている。

#### ノッコス
スマートフォン内の写真・動画・連絡先・パスワード情報などの各種データを、クラウド上に保存・管理することを目的としたバックアップアプリ。データの高速バックアップおよび復元に対応。

#### WowTalk
キングソフトが開発元であるWowTech社を子会社化し、開発・展開している社内コミュニケーションアプリ。無料通話機能、トーク機能、タイムライン機能を搭載している(Android、iOS）。
CAMCARD
開発元のINTSIG Information Corporationと業務提携し、日本での展開をキングソフトが行っている名刺認識・管理アプリ。全世界に1億人以上のユーザーがいる。個人向けの無料版「CAMCARD Lite」と有料版「CAMCARD」のほか、法人向けソリューションサービス「CAMCARD BUSINESS」がある(Android、iOS)。現在は子会社のWow Tech社が展開している。

### メディア運営
StartHome
キングソフト運営のポータルサイト。エンタメ、イベント、天気、旅行、占いなどカテゴリ別にまとめている。主な利用者層は「KINGSOFT Internet Security」の無料広告なし版をダウンロードしたユーザー（「KINGSOFT Internet Secuity」の無料広告なし版は、ブラウザのホームページを「StartHome」に設定する必要がある）。

### AIサービスロボット

#### Lanky Porter
AIサービスロボット。主に対面型サービスを展開する事業者向けに設計されており、飲食店・小売店・ホテルなどの業種において、館内配送、巡回、案内、販売促進などの業務を支援する。

#### Lanky Mini
AI受付・案内ロボット。AI技術を活用し、音声や画面操作による自然なコミュニケーションが可能で、施設や店舗での受付・案内業務の一部を自動化する。

#### Carrybot
自律走行型の荷物搬送ロボット。狭い通路や複雑なレイアウトにも対応可能なナビゲーション機能を備え、製造現場や物流倉庫などにおいて、荷物の自動搬送を行う。

#### RACLEBO Slim
業務用ロボット掃除機である。椅子やラックの下などの狭小スペースにも対応し、床面の自動清掃が可能。オフィスや店舗など、様々な商業施設での導入が想定されており、清掃作業の効率化と省人化を目的としている。

## 終了したサービス
キングソフト辞書
翻訳機能付き「キングソフト辞書」として無償配布していた。
KDrive、KDrive Biz
オンラインストレージサービス。個人版とビジネス版があった。
KINGSOFT 節電マスター
スマートフォンの消費電力や充電を管理するアプリ。1年ライセンス版を1,980円で販売していた（Android専用）。
KINGSOFT ファイル管理マスター
スマートフォンの端末内やSDカード内の画像や動画をワンクリックで抽出したり、同じWi-fi環境に接続したPCでスマートフォン内のデータの管理やバックアップできるアプリ。無料提供していた（Android専用）。
KINGSOFT 履歴削除マスター
通話、キャッシュ、履歴の削除ができるアプリ。無料提供していた（Android専用）。
オフィスソフトマスター
オフィスソフトの使い方が学べるアプリ。無料提供していた。(Android専用）
KINGSOFT 写真共有マスター
スマートフォンの端末同士で、写真など容量の大きいファイルを共有できるアプリ（Android専用）。当初、有料販売だったが、無料提供に変更になった。
Feetr
RSSリーダーアプリ
Cheetah Ad Platform
Cheetah Mobileが提供する世界的なモバイル広告配信プラットフォーム。日本市場での展開をキングソフトが行っていたが2019年3月に提供を終了。
Clean Master
Cheetah Mobile開発の全世界4.4億以上のユーザーを持つクリーナーアプリ。 日本での展開をキングソフトが行っている。不要ファイルの削除やブースト、アンチウイルス機能やアプリロック機能も搭載する。機能拡張も随時実施しており、写真データのバックアップができるクラウドスペースの2GB無料提供や使いたいアプリをすぐ起動できるなど、便利機能も搭載している（Android専用）。
CM Browser
マルウェアやフィッシング詐欺対策などセキュリティ機能を搭載したブラウザアプリ。
CM Security
セキュリティアプリ（Android専用）。誤解を与えるような広告で問題になった。
KINGSOFT 加速マスター
スマートフォンのフリーズや動作が重いなどの減少をクリアするアプリ（Android専用）。
PhotoGrid
写真加工やコラージュができるアプリ。作成した写真をアプリからSNS投稿できる。
KINGSOFT Date Manager
スマートフォンの中身をPCで操作や閲覧、ダウンロードができるアプリ（Android専用）。
Battery Docter
バッテリーの駆動時間を延ばすことができるバッテリー節約アプリ(Android、iOS)。
CamScanner
開発元のINTSIG Information Corporationと業務提携し、日本での展開をキングソフトが行っているスキャンアプリ。スマホで撮影するだけでドキュメント画像を瞬時にスキャンし、鮮明な画像やPDFに変換できる。
LiveMe
無料のライブ配信&視聴アプリ。

### ピアノタイルステージ
クラシックの楽曲を中心に600曲以上をプレイできる音楽ゲームアプリ。「ピアノタイル2」の正式な日本版であり、日本独自の楽曲も収録している。

### KingAds
ADネットワーク「AD PATRA（アドパトラ）」を中心に、自社媒体や提携アドネットワーク/SNS広告を利用し、アプリインストール、WEB送客、認知拡大/ブランディングなど、オーダーメイドのメディアプランニングで広告配信から運用までを提供している。

## 親会社と不祥事

### 親会社
キングソフト株式会社は、中国に本社を置くCheetah Mobileの子会社。Cheetah Mobileは、モバイルインターネット企業として知られ、特にClean MasterやBattery Doctorなどのユーティリティアプリで広く認知されている。しかし、同社は過去にいくつかの不祥事に巻き込まれている。

### 不祥事

#### プライバシーとセキュリティの懸念
キングソフト株式会社が提供するWPS Officeは、中国のサイバーセキュリティ法に従ってユーザーの文書を検閲する能力があることを認めている。この問題は、ユーザーのプライバシーが侵害される可能性を示唆し、ユーザーの信頼を損なう要因となっている。

#### 広告詐欺
Cheetah Mobileは、広告詐欺のスキームに関与しているとして、2020年にGoogle Playから禁止を受けた。この結果、同社のアプリが大量に削除され、信頼性に大きな打撃を受けた。

#### インサイダー取引
2022年、Cheetah MobileのCEOと元社長がインサイダー取引で米国証券取引委員会(SEC)に告発された。広告収入の減少を知った上で株を売却し、損失を回避したことが問題視された。

#### 市場での不正行為
Cheetah Mobileは、Clean Masterのプロモーションにおいて、ユーザーを欺く戦術を使用していたと報告されている。この行為により、Googleからの取り締まりを受け、市場での地位が脅かされた。